# Chikurin-in
Chikurin-in (竹林院, 1579/1580 - 27 juin 1649) est une femme japonaise de la fin de l'Époque Azuchi Momoyama et du début de l'Époque d'Edo. Elle est la fille d'Ōtani Yoshitsugu ; elle a été adoptée par Toyotomi Hideyoshi, avant de se marier avec Sanada Yukimura (appelé de son vivant Sanada Nobushige).
Elle a la réputation d'avoir été très belle. Elle a eu deux fils, Sanada Yukimasa et Sanada Morinobu, et quatre filles.

## Biographie
Chikurin-in lors de son enfance a eu plusieurs noms : Riyohime, Akihime (安岐姫) et aussi Keihime.
En 1594, elle a épousé Sanada Yukimura, le second fils de Sanada Masayuki, seigneur de Ueda. C'était une union politique, proposée par Hideyoshi pour assurer une alliance entre les Toyotomi (et les Ōtani) et les Sanada.
Après la mort de Hideyoshi (1598), le Japon a été divisé en deux. Yukimura, Yoshitsugu et Masayuki (le beau-père de Chikurin-in) ont rejoint la coalition occidentale de Ishida Mitsunari, tandis que Sanada Nobuyuki, le frère aîné de Yukimura, a rejoint la coalition de l'est, de Tokugawa Ieyasu.
Après la Bataille de Sekigahara, et la victoire de Ieyasu, Yukimura et Masayuki ont été exilés au Mont Kōya dans la Péninsule de Kii. Chikurin-in a suivi son mari. En exil, elle lui donna deux fils et des filles. On dit que la vie dans Kudoyama était difficile, donc, selon la tradition, Chikurin-in a conçu le Sanadahimo, une application de la technologie Tsumugi. En vendant ces textiles, elle a assumé la subsistance de sa famille.
En 1615, au cours de la Campagne d'Osaka, Yukimura et sa famille sont rentrés d'exil pour se joindre aux forces de Toyotomi. Mais, lors du Siège d'Osaka, Yukimura et son premier fils, Yukimasa, ont été tués.
Chikurin-in est alors passée, en premier lieu, au service du clan Asano, en second lieu, à Kyoto vivre avec l'une de ses filles. Elle y mourut le 27 juin 1649.

## Famille
- Père : Ōtani Yoshitsugu. Elle a été adoptée en 1594 par Toyotomi Hideyoshi.
- Mari : Sanada Yukimura

### Enfants
- Sanada Daisuke (ja) (真田大助) ou Sanada Yukimasa (真田幸昌) (1600-1615), l'aîné des fils. Né en exil sur le Mont Kudo, né autour de 1600-1602. Il a combattu avec son père lors du siège d'hiver à Osaka, pour défendre la forteresse Sanada Maru. Lorsque le château d'Osaka est tombé, Yukimasa se fit seppuku avec Toyotomi Hideyori.
- Oume (阿梅) (1604-1682), fille, née au Mont Kudo. Après la chute du château d'Osaka, elle a épousé Katakura Shigenaga, fils de Katakura Kagetsuna. Grâce à Ume, les membres survivants du clan Sanada et tous leurs vassaux ont pu trouver refuge auprès du clan Katakura. L’emblème des Katakura a même été modifié afin de montrer les 6 pièces symboles des Sanada.
- Akuri (あくり) (dates inconnues). Akuri a été adoptée par Takigawa Sankurou Kazumi, un vassal de Tokugawa, après la chute du château d'Osaka. La sœur de Yukimura était mariée à Takigawa. Akuri s'est mariée avec Gamou Genzaemon.
- Oshyobu (阿菖蒲) (160? – 1635). Née au Mont Kudo, elle a été adoptée par Katakura Shigenaga et s'est mariée avec Tamura Sadahiro, un compagnon de Date Masamune.
- Okane (おかね) (dates inconnues). Née au Mont Kudo. Elle a épousé Ishikawa Morisada. Ishikawa aurait changé son nom en Soukyuu, déménagé à Kyoto et est devenu un maître de la cérémonie du thé. Chikurin-in est venue vivre avec Okane après la mort de son mari. Soukyuu et Okane ont fait construire un mémorial pour Yukimura et Chikurin-in à Kyoto.
- Sanada Daihachi Morinobu (真田大八守信) (1612-1670). Le deuxième fils est né au Mont Kudo. Il a été adopté par Katakura Shigenaga, et est devenu Katakura Morinobu. Cependant, le nom Sanada a été rendu à sa famille des générations plus tard.